# Hartvíkovice
Hartvíkovice es una localidad del distrito de Třebíč en la región de Vysočina, República Checa. Tiene una población estimada. a principios del año 2021, de 550 habitantes.
Está ubicada al sureste de la región, cerca de la orilla de los ríos Jihlava y Svratka (cuenca hidrográfica del Danubio), y de la frontera con Austria y la región de Moravia Meridional.